# Wolffiella
Wolffiella. biljni rod iz porodice kozlačevki, dio potporodice Lemnoideae. Postoji 10 vrsta u tropskoj i suptropskoj Africi i Americi.
To je sitno vodeno bilje bez korijenja, plutajućih ili potopljenih listova.

## Vrste
1. Wolffiella caudata Landolt
2. Wolffiella denticulata (Hegelm.) Hegelm.
3. Wolffiella gladiata (Hegelm.) Hegelm.
4. Wolffiella hyalina (Delile) Monod
5. Wolffiella lingulata (Hegelm.) Hegelm.
6. Wolffiella neotropica Landolt
7. Wolffiella oblonga (Phil.) Hegelm.
8. Wolffiella repanda (Hegelm.) Monod
9. Wolffiella rotunda Landolt
10. Wolffiella welwitschii (Hegelm.) Monod

## Sinonimi
- Pseudowolffia Hartog & Plas
- Wolffiopsis Hartog & Plas